# マイフェアボーイ〜極上男子のつくりかた〜
『マイフェアボーイ〜極上男子のつくりかた〜』（マイフェアボーイ ごくじょうだんしのつくりかた）は、フジテレビ系列で2013年3月30日に放送された特別番組。MCは関ジャニ∞の村上信五とピースの綾部祐二。

## 概要
本番組は、「女性ゲスト」が磨けばまだまだ光る「イマイチ男子」を街に連れ出し、「極上男子」に変身させると言う、女子の憧れと言われる『マイ・フェア・レディ』の“男子”版となるバラエティ番組。
村上信五がフジテレビ制作の番組のMCを務めるのは本番組で初である。
2013年3月30日（土曜日）23:40 - 翌0:40（JST）に第1回が放送された。

## 出演者
- 村上信五（関ジャニ∞） - MC
- 綾部祐二（ピース）

## 放送内容
第1回
女性ゲスト
- 吉川ひなの、ヨンア、他

男性ゲスト
- 斉藤慎二（ジャングルポケット）、山田親太朗、他

## スタッフ
- ナレーター：沢田澄子
- 構成：山内正之、前原卓磨、今井太郎
- ブレーン：RIKOmania
- TP：塩津英史
- TM：高瀬義美
- SW：岩田一已
- CAM：長瀬正人
- VE：齋藤雄一
- MIX：小清水健治
- LD：大竹康裕
- モニター：佐々木亮
- 技術協力：ニユーテレス
- ロケ協力：ビデオウイング
- 編集：菊地正吾
- MA：民幸之助
- 音効：石崎野乃（J-WORKS）
- 美術進行：荻原美樹雄（フジアール）、平山雄大（フジアール）
- 美術制作：井上明裕
- デザイン：宮川卓也
- 大道具：内海靖之（チトセアート）
- 大道具操作：西村幸也（チトセアート）
- アクリル装飾：稲垣雄二（ヤマモリ）
- 特殊装置：時任伊織（テルミック）
- 装飾：川合将吾（テレフィット）、牧田恵理（ファイバーワーク）
- メイク：山田かつら
- ヘアーメイク：杉野智行
- ショップコーディネート：坂田憲治
- CG／イラスト：奥田真也
- TK：山口奈保美
- デスク：佐熊礼子
- 編成：永竹里早
- 宣伝：渡邉朱織
- 撮影協力：Comecode
- ディレクター：久延雅一（モンスターゾーン）、吉田渉、原武範（PLATFORM, INC.）、曽我和隆（PLATFORM, INC.）
- 総合演出：井上晃一（モンスターゾーン）
- プロデューサー：江本薫、坪井理紗（モンスターゾーン）、増谷秀行（ザ・スピングラス）
- チーフプロデューサー：小仲正重
- 制作協力：モンスターゾーン
- 制作：フジテレビバラエティ制作部
- 制作著作：フジテレビ